# Histoire de la théorie capitaliste
Une théorie du capitalisme décrit les caractéristiques essentielles du capitalisme et comment il fonctionne. L'histoire de ces différentes théories est le sujet de cet article.

## Aperçu
La conception de ce qui constitue le capitalisme a changé de manière significative au fil du temps, tout en étant dépendant de la perspective politique et de l'approche analytique adoptée par l'observateur en question. L'économiste Adam Smith, est centré sur le rôle de l'intérêt personnel éclairé (la « main invisible ») et le rôle de la spécialisation dans la promotion de l'efficacité de l'accumulation du capital. Ayn Rand a maintenu que le capitalisme est le seul système socio-politique qui est moralement valide, car il permet aux gens d'être libres et d'agir dans leur intérêt personnel, et a affirmé qu'il n'existe aucun système politico-économique dans l'histoire qui a prouvé sa valeur pour l'humanité. Cette conception a été définie comme un système social basé sur la reconnaissance des droits individuels, y compris les droits de propriété, dans lequel tous les biens sont de la propriété privée, et que le capitalisme est l'idéal inconnu : les personnes ne connaissant pas sa nature, avec le respect tacite et le silence de ceux qui connaissent mieux, et s'est effondrée par un flot de l'altruisme, c'est la cause de l'effondrement du monde moderne. Robert LeFevre, un théoricien libertarien et de l'autarchisme américain, il définit le capitalisme comme l'épargne du capital pour ensuite investir dans les outils de production. Certains partisans du capitalisme (comme Milton Friedman) soulignent le rôle des marchés libres, qui, disent-ils, permet de promouvoir la liberté et la démocratie. Pour beaucoup (comme Immanuel Wallerstein), les charnières du capitalisme sont l'extension dans une dimension globale d'un système économique dans lequel les biens et les services sont échangés dans les marchés et les biens d'équipement appartenant à des entités non étatiques. Pour d'autres, il est défini par la création d'un marché du travail dans lequel les travailleurs louent leur force de travail, afin de gagner leur vie. Comme Marx l'a soutenu (voir aussi Hilaire Belloc), le capitalisme se distingue également de l'économie de marché.